# Сірі фон Ессен
Сірі фон Ессен (швед. Sigrid Sofia Matilda Elisabet "Siri" von Essen; 17 серпня 1850 — 22 квітня 1912) — шведськомовна фінська дворянка та актриса.

## Біографія
Сігрід фон Ессен народилася в Порвоо у 1850 році. Вона була дочкою фінсько-шведського капітана, дворянина та землевласника Карла Рейнхольда фон Ессена та Елізабет Шарлотти Ін де Бету.
Сігрід з дитинства мріяла стати актрисою, але в ті часи це було не найкращою професією для дворянки. Займатися акторською діяльністю їй забороняли як батько, так і її перший чоловік. І лише другий чоловік, Август Стріндберг, підтримав її прагнення. Вона не відвідувала, як багато артистів, акторську школу Dramatens elevskola, а брала приватні уроки у Кнута Альмльофа та Бетті Деланд.
На початку 1877 року вона дебютувала в Королівському драматичному театрі в ролі Камілли в A Theatre Play за Л. Лерою і ролі Джейн в Джейн Ейр за Шарлоттою Бірч-Пфейфер. Її успіх був досить помірним, але її прийняли актрисою до Драматичного театру, де вона пропрацювала до 1881 року. Надалі з 1882 по 1893 рік вона працювала у Шведському театрі в Гельсінгфорсі. Вона також була режисером в експериментальному театрі, заснованому Стріндбергом у Копенгагені у 1889 році. Тут вона грала у п'єсах Стріндберга: Жюлі у «Фрекен Жюлі» та Мадам X у Den starkare. Театр було розпущено через фінансові проблеми. Критики відзначали, що Сірі мала грацію, природність образів і грамотність суджень, але її виступам не вистачало енергії та сили голосу.
З 1894 року Сірі в Гельсінгфорсі давала приватні уроки акторської майстерності, однією з її учениць була Марта Хедман.
Загалом театральні критики позитивно відгукувалися про її грацію та природність зіграних персонажів, але зазначали, що її виступам не вистачало енергії та пристрасті та слабкість голосу. Август Стріндберг спеціально для неї написав кілька п'єс, які враховували її особливості.
З 1877 року Сірі писала статті для газет і перекладала п'єси. Вона була журналісткою для газети Morgenbladet у Гельсінгфорсі (1876.) та Копенгагені (1881). Після переїзду до Фінляндії 1893 року вона продовжувала перекладацьку роботу. Вона також виступала із концертами.

## Особисте життя
У 1872 році Сірі вийшла заміж за барона Карла Густава Врангеля аф Сосса, народила від нього дочку Сігрід, але розлучилася з ним у 1876 році, оскільки він негативно ставився до її бажання зробити кар'єру актриси та до того ж зраджував їй.
В 1877 р. вона вступила у шлюб вдруге з Августом Стріндбергом. Цей шлюб вважався мезальянсом. В ньому народилося четверо дітей: Керстін (померла через два дні після народження), Карін, Грета і Ганс. В 1891 р. розпався і цей шлюб, оскільки Август Стріндберг запідозрив Сірі в лесбійському любовному зв'язку з її подругою Марі Давид.